# Gorući brod (fraktal)
Gorući brod je fraktal kojeg su opisali Michael Michelitsch i Otto E. Rössler 1992. Konstruira se na sličan način kao i Julijin skup: za svaku se točku kompleksne ravnine {\displaystyle z_{0}=x_{0}+y_{0}i} odredi niz točaka {\displaystyle z_{n+1}=x_{n+1}+y_{n+1}i} tako da je {\displaystyle x_{n+1}=x_{n}^{2}-y_{n}^{2}-x_{0}} i {\displaystyle y_{n+1}=2|x_{n}y_{n}|-y_{0}}. Točke koje nakon mnogo iteracija konvergiraju jednoj vrijednosti pripadaju skupu te se oboje jednom bojom. Ostale točke divergiraju i oboje se različitim nijansama ovisno o tome koliko brzo divergiraju.

## Vanjske poveznice
- Aplikacija za zumiranje Jetra Lauhe, Video (engl.)